# Knochs Mohrenfalter

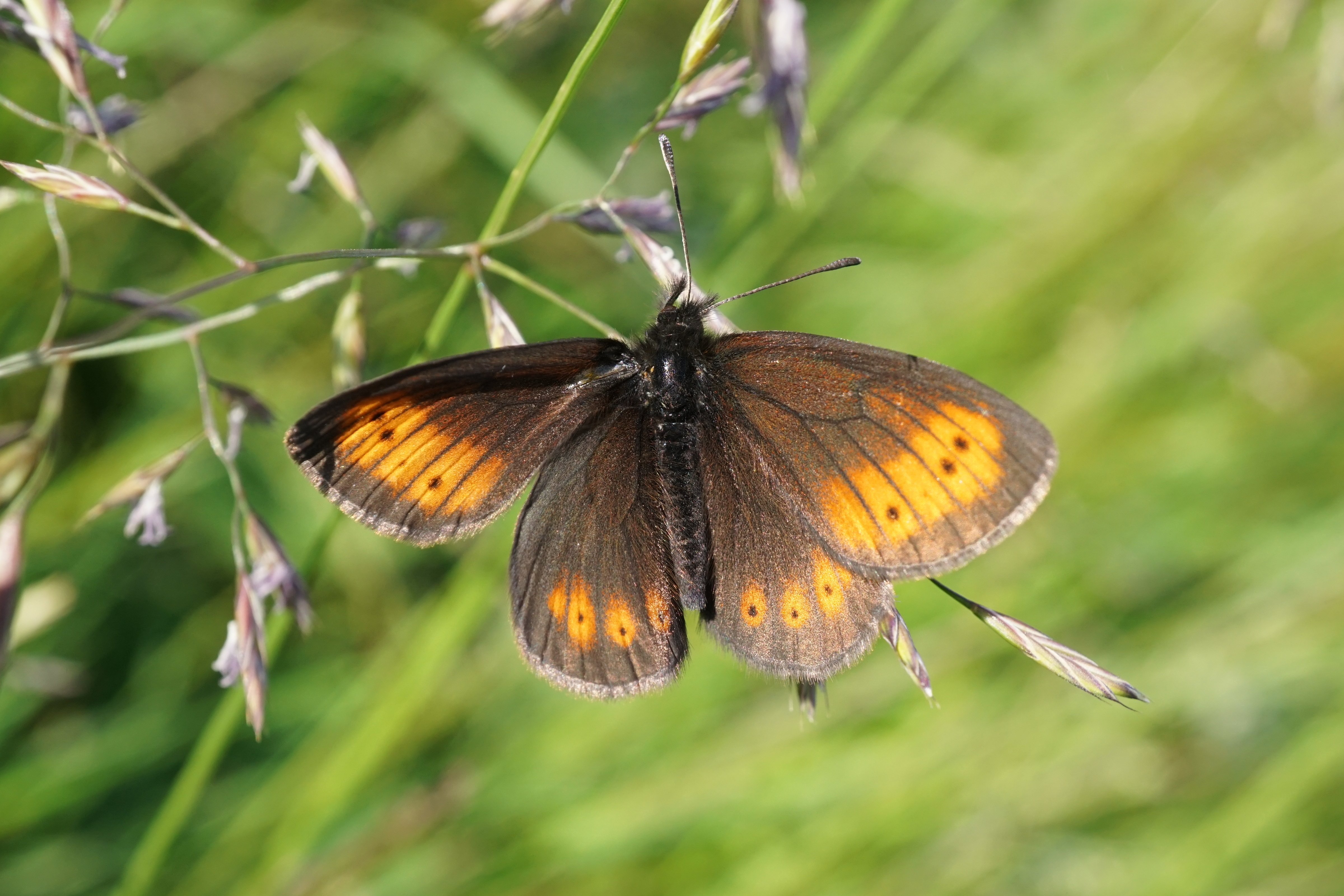
Imago

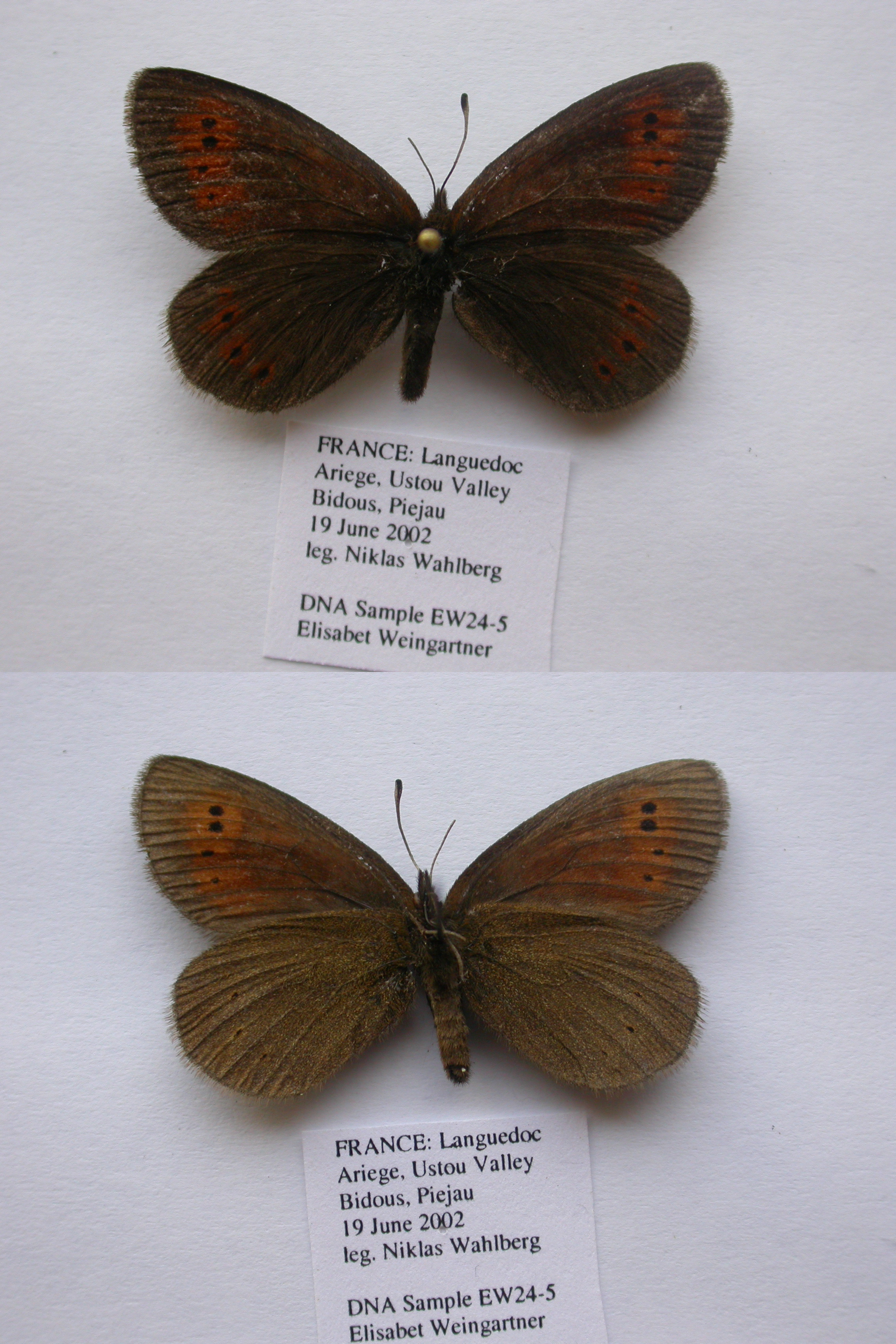
Präparierte Exemplare

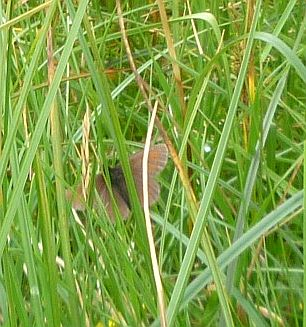
Ein Falter sitzt versteckt im Gras

Knochs Mohrenfalter (Erebia epiphron), auch Brocken-Mohrenfalter, Kleiner Brocken-Mohrenfalter oder Borstgras-Bergmohr genannt, ist eine Art der zu den Schmetterlingen gehörenden Augenfalter. Er ist in verschiedenen Gebirgen Europas beheimatet und gilt als Glazialrelikt.

## Merkmale
Die Körperlänge beträgt 16–22 mm, die Flügelspannweite 30–42 mm, meist ist sie jedoch kleiner als 35 mm. Bei der typischen Form der Falter sind die hellen, gelbbraunen Bänder auf den Vorderflügeln ohne Unterbrechung vorhanden. Bei den Weibchen befindet sich in den schwarzen Flecken auf den Hinterflügeln oftmals ein weißer Fleck. Seltener ist dies auch bei Männchen der Fall.
Die Eier sind bei der Ablage cremefarben bis hellgelb, werden nach einigen Tagen beige und bekommen braune Flecken.
Die Raupen sind grün. Auf ihrem Rücken befindet sich ein dunklerer grüner, hell eingefasster Längsstreifen. Daneben befindet sich auf jeder Seite ein schmalerer, heller Längsstreifen. Der Kopf ist ebenfalls grün gefärbt. Die Haare sind sehr kurz und mit bloßem Auge kaum sichtbar.
Die Puppe ist grün und hat dunkle Streifen auf den Flügelscheiden.

### Ähnliche Arten
Häufige Verwechslungsarten sind der Weißbindige Bergwald-Mohrenfalter (Erebia euryale), der Kleine Mohrenfalter (Erebia melampus), der Wasser-Mohrenfalter (Erebia pronoe), der Gelbgefleckte Mohrenfalter (Erebia manto) und der Weißbindige Mohrenfalter (Erebia ligea).

## Verbreitung
Das Verbreitungsgebiet der Art liegt in Europa, mit einem Schwerpunkt in den Gebirgen Süd- und Mitteleuropas. Im Südwesten ist Knochs Mohrenfalter bekannt aus dem Kantabrischen Gebirge, dem Nordwesten des Iberischen Gebirges und den Pyrenäen. Im Nordwesten aus dem Lake District und den schottischen Highlands. In Frankreich findet man die Art im Zentralmassiv und den Vogesen. Der Verbreitungsschwerpunkt der Art liegt in den Alpen. Nördlich bis nordöstlich davon ist die Art in den Sudeten, der Hohen Tatra und den Karpaten zu finden. Südlich und südöstlich der Alpen gehören der Zentrale Apennin und das Korabgebirge zum Verbreitungsareal sowie weitere Teile der südwestlichen bis westlichen Balkanhalbinsel. Im Harz ist die Art bereits ausgestorben und fand sich dort fast nur am Brocken.

## Gefährdung
In der Roten Liste gefährdeter Arten der IUCN gilt die Art als ungefährdet (least concern). In der Roten Liste Deutschlands dagegen gilt Knochs Mohrenfalter aufgrund seiner geographischen Restriktion als extrem selten (R). Er kann hier heutzutage nur noch an wenigen Stellen in den Alpen gefunden werden. In der Roten Liste Österreichs steht er auf der Vorwarnliste (near threatened, NT). In tieferen Alpenlagen stellen die Aufgabe bzw. Intensivierung der Almbewirtschaftung eine Gefährdungsursache da, stellenweise ist er aber noch häufig zu finden. Auch Überweidung und Massentourismus können Gefährdungsursachen sein.

## Ökologie
Knochs Mohrenfalter ist ein Überlebender der eiszeitlichen Schmetterlingsfauna, ein sogenanntes Glazialrelikt. Er kommt überwiegend im Hochgebirge vor und wird meist in Höhen von 1200 bis 2500 m über NN gefunden, kann jedoch auch bis in 3000 m Höhe gefunden werden. In den Mittelgebirgen findet man sie auch schon ab 1000 m Höhe, in Großbritannien sogar zwischen 450 und 800 m. Das Habitat sind meist Bergwiesen, gerne in der Nähe von Mooren oder Bächen. Dabei kann es sich beispielsweise um steile, stark besonnte, geschützte Alpwiesen mit Zwergsträuchern handeln oder um Senken und Schluchten in warmen Lagen mit verschiedenen mittelhohen Grasarten. Häufig findet man die Art auf Borstgrasweiden (Nardion), einer Weideform, die auf sauren Böden zu finden ist. Aber auch Bachufer oder felsige Bergwiesen werden besiedelt.
Die bis zu 70 länglichen Eier werden im Sommer einzeln an Grashalmen abgelegt. Nach 11 bis 20 Tagen schlüpfen die Raupen. Diese ernähren sich von Gräsern (u. a. Rasen-Schmiele (Deschampsia caespitosa), Borstgras (Nardus stricta), Einjähriges Rispengras (Poa annua), Frühe Haferschmiele (Aira praecox), Echter Schaf-Schwingel (Festuca ovina)). Im dritten Larvenstadium überwintern die Raupen in Grasbüscheln. Im Frühling nach der Schneeschmelze werden sie wieder aktiv. Manche Raupen verbringen zwei Jahre in diesem Larvenstadium, wenn der Frühling erst spät einsetzt und durch einen kurzen Sommer nur wenig Wachstum stattfinden kann. Sie verpuppen sich je nach Region und Lage zwischen April und Juli.
Die Imagines fliegen je nach Region und Höhenlage zwischen Juni und August, jedoch nur für wenige Wochen. In Ausnahmefällen kann man sie auch Ende Mai oder Anfang September finden. Sie ernähren sich vom Nektar verschiedener Pflanzen, u. a. Heidelbeeren (Vaccinium), Harzer Labkraut (Galium saxatile), Blutwurz (Potentilla erecta), Arnika (Arnica montana), Habichtskräuter (Hieracium), Scharfer Hahnenfuß (Ranunculus acris) und Langhaariger Thymian (Thymus praecox polytrichus). Männchen nehmen außerdem Mineralien aus feuchtem Boden auf. Die adulten Falter können schwer zu finden sein, da sie bei kühlen Temperaturen oder Regen häufig in der Vegetation in Bodennähe sitzen. Bei Sonnenschein fliegen sie allerdings umher und können stellenweise sehr häufig auftreten. Dann fliegen die Männchen patrouillierend umher und inspizieren braune Objekte auf der Suche nach unbefruchteten Weibchen. Diese sind standorttreuer und warten auf die Männchen. Sie verlassen ihre geschützten Verstecke im Gras nur zur Nahrungsaufnahme.

## Taxonomie
Die Art wurde 1783 von August Wilhelm Knoch als Papilio epiphron erstbeschrieben. Weitere Synonyme lauten:
- Papilio melampus Esper, 1782
- Papilio cassiope Fabricius, 1787
- Erebia cassiope (Fabricius, 1787)
- Erebia egea Borkhausen, 1788
- Erebia alcyone Borkhausen, 1788
- Papilio janthe Hübner, 1800
- Papilio aetheria Esper, 1805
- Papilio mnemon Haworth, 1812
- Melampias rhodia Hübner, 1819
- Erebia valesiana Meyer-Dür, 1852
- Erebia bernensis Meyer-Dür, 1852
- Erebia silesiana Meyer-Dür, 1852
- Erebia obsoleta Tutt, 1896
- Erebia albinescens Oberthür, 1909
- Erebia amisus Fruhstorfer, 1910
- Erebia effusa Turati, 1914
- Erebia mackeri Fuchs, 1914
- Erebia exannulata Osthelder, 1925
- Erebia retyezatensis Warren, 1931
- Erebia ornatissima Hormuzaki, 1937
- Erebia clorinda Hartig, 1940
- Erebia scotica Cooke, 1943
- Erebia dispersa Eisner, 1946
- Erebia fauveaui De Lesse, 1947
- Erebia cebennica De Lesse, 1947
- Erebia valdeonica Hospital, 1948
- Erebia inalpina Warren, 1949
- Erebia mixta De Lesse, 1951
- Erebia minor Popescu-Gorj, 1952
- Erebia reducta Popescu-Gorj, 1952

### Unterarten
Knochs Mohrenfalter bildet in seinem Verbreitungsgebiet mehrere geographische Unterarten aus.
- Erebia epiphron aetheria Esper, 1805 – Alpen
- Erebia epiphron clorinda Hartig, 1940
- Erebia epiphron epiphron – Das Nominotypische Taxon lebte im Harz und ist bereits ausgestorben.
- Erebia epiphron inalpina Warren, 1949
- Erebia epiphron mackeri Fuchs, 1914 – Vogesen
- Erebia epiphron mixta De Lesse, 1951
- Erebia epiphron mnemon Haworth, 1812 – Großbritannien
- Erebia epiphron nelamus
- Erebia epiphron orientalis (eventuell eigene Art Erebion orientalis)
- Erebia epiphron orientpyreanica Eisner, 1946
- Erebia epiphron pyreanica Herrich-Schläffer, 1851
- Erebia epiphron retyezatensis Warren, 1931
- Erebia epiphron roosi Arnscheid & Sterba, 1978
- Erebia epiphron silasiana Meyer-Dür, 1852
- Erebia epiphron transylvanica Rebel, 1908
- Erebia epiphron valesiana Meyer-Dür, 1852 – Alpen

Bei der 1953 aus den Pyrenäen beschriebenen Art Erebia serotina Descimon & De Lesse handelt es sich nicht um eine eigenständige Art, sondern Hybriden aus Erebia epiphron-Weibchen und Erebia pronoe-Männchen.